# Kalendarium powstania warszawskiego – 12 sierpnia

## 12 sierpnia, sobota

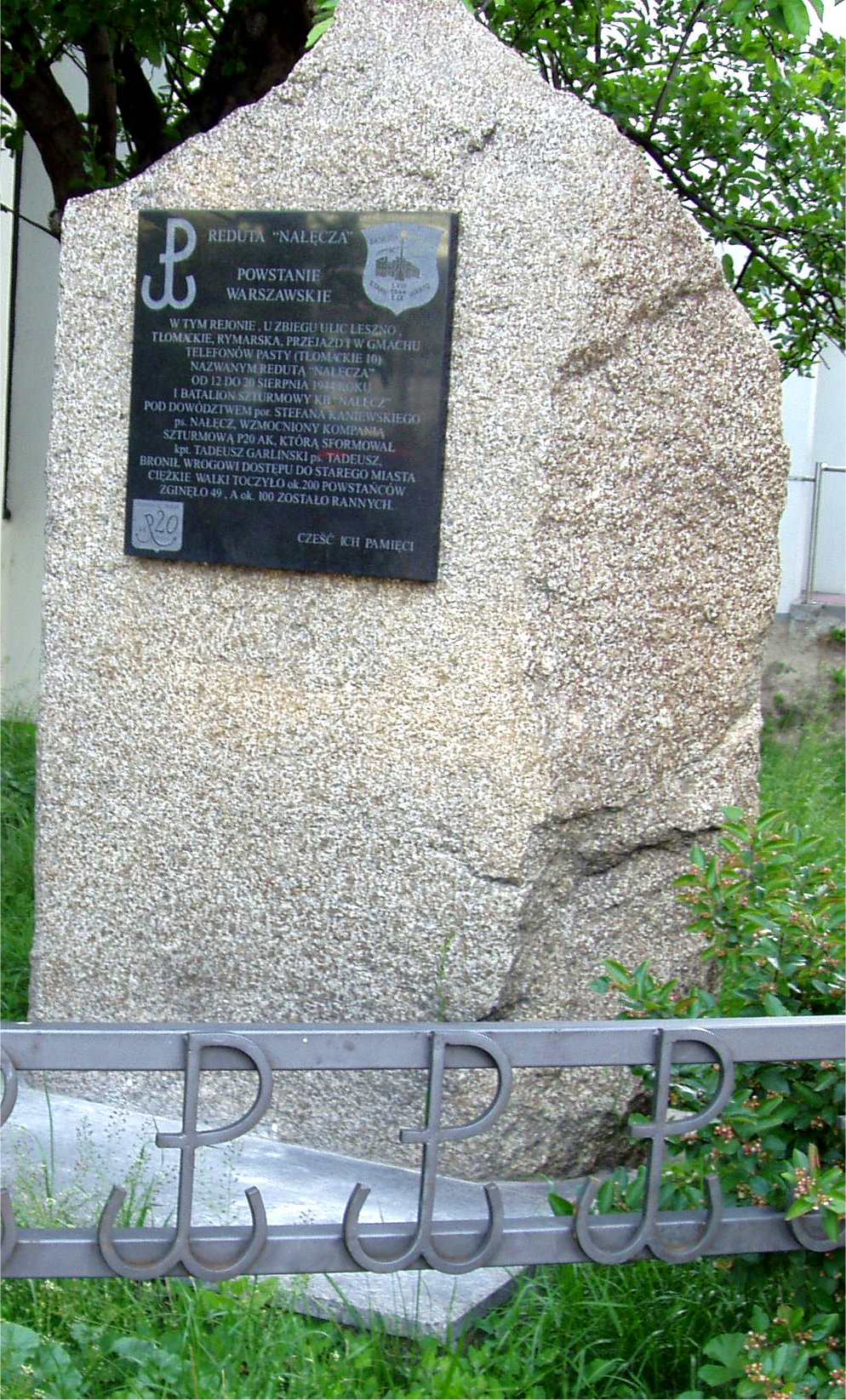
Reduta Nałęcza

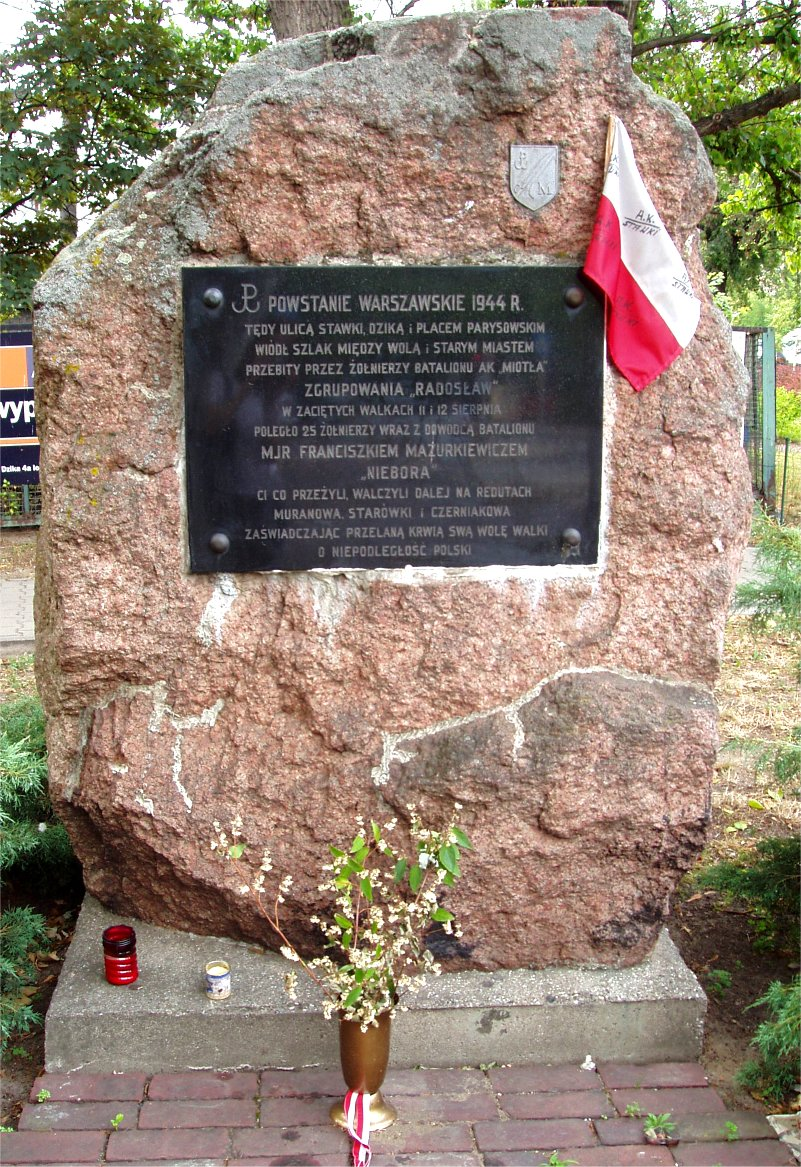
Stawki 8

Niemcy rozpoczynają zmasowany atak na Stare Miasto.
Przeniesienie kwatery Komendy Głównej AK ze szkoły przy ul. Barokowej na ul. Długą 7, do gmachu Ministerstwa Sprawiedliwości. Winston Churchill po raz kolejny depeszuje do Stalina, pytając o pomoc dla walczących Polaków.
Zgrupowanie „Chrobry II” po ciężkich walkach z pułkiem SS RONA straciło budynki w okolicach pl. Starynkiewicza i ul. Nowogrodzkiej: Dyrekcji Wodociągów, Domu Turystycznego, Miejskiego Instytutu Higieny, Wojskowego Instytutu Geograficznego i Starostwa Grodzkiego. Na Żoliborzu w rękach kompanii Żniwiarz rejon: ul. Potockiej, Słowackiego, Stołecznej (od północy) i Wyspiańskiego, pl. Henkla, Trentowskiego (od zachodu) – tu walczy zgrupowanie AK Żyrafa i pluton AL.
Powstańcy odparli ataki na: pałac Mostowskich, pozycje na Lesznie i Rymarskiej, w rejonie Ogrodu Krasińskich, ul. Miodowej, pałacu Komisji Rządowej Przychodów i Skarbu na placu Bankowym i pałacu Blanka.
Rozkaz Nr 15 Antoniego Chruściela (ps. „Monter”):
W związku z nieporozumieniami na temat udziału kobiet w służbie wojskowej wyjaśnia się, iż kobiety, które w okresie konspiracji złożyły przysięgę i zostały zaliczone w stan formacji AK, są żołnierzami AK.